# Persson Motorsport
Persson Motorsport är ett tyskt racingstall som drivs av den svenske före detta racerföraren Ingmar Persson.

## Historia

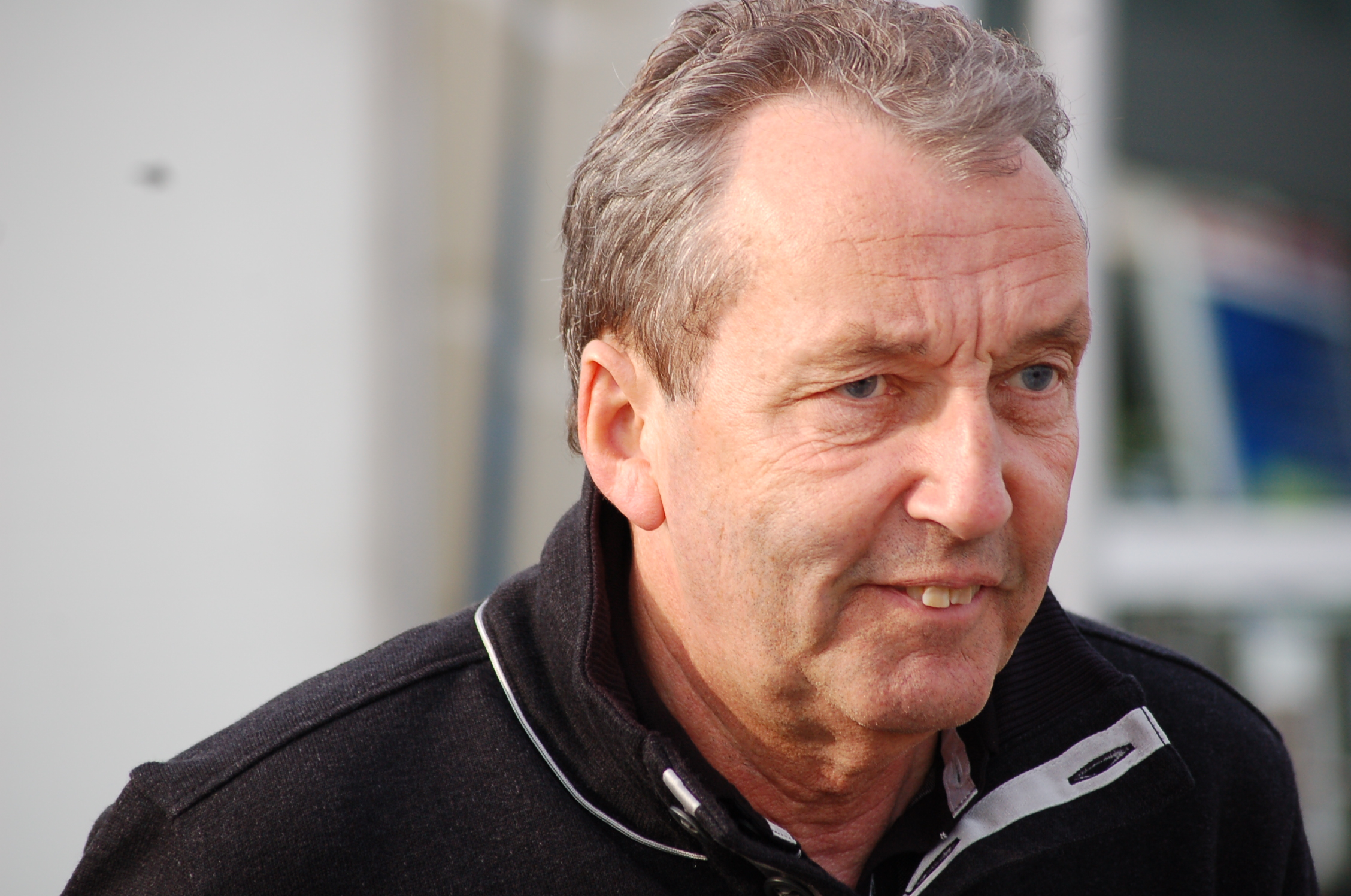
Teamchefen Ingmar Persson 2011.

Tillsammans med förarkollegan Per Stureson hade Persson startat IPS Motorsport, som tävlade med Volvo 240 Turbo i Deutsche Tourenwagen Meisterschaft på 1980-talet. Till säsongen 1993 startade Persson ett stall under eget namn och tävlade med  Mercedes-Benz 190. Med förare som Uwe Alzen och Bernd Mayländer var Persson Motorsport bästa privatstall i DTM under perioden 1993 till 1995.
Sedan DTM i sin ursprungliga form lades ned efter 1996 tävlade stallet i FIA GT med Mercedes-Benz CLK GTR.
Persson Motorsport har deltagit i DTM sedan serien återkom under namnet Deutsche Tourenwagen Masters säsongen 2000. Stallet tog sin första seger på Oschersleben 2007, när Gary Paffett vann före stallkamraten Paul di Resta. Andra förare som kört för stallet inkluderar bland andra Christijan Albers, Bruno Spengler och Jamie Green.